# Törkölypálinka
A törkölypálinka erjesztett szőlőtörkölyből lepárolt, hagyományos magyar égetett szesz, az egyik legrégebbi pálinkafajta. Nem tévesztendő össze a szőlőpálinkával, melyet szőlőszemekből készült cefréből párolnak le.

## Története
Törkölynek nevezzük a szőlő feldolgozása után a szőlőprésben visszamaradó, növényi részekből álló anyagot. Az időjárástól, a fajtától és a feldolgozás módjától függően 15-30% törköly keletkezik borkészítés során, ebből készül a törkölypálinka. A törkölypálinka főzése februárban, márciusban, de legkésőbb áprilisban megindult, különben a törköly használhatatlanná vált. A vörös szőlő törkölye értéktelenebb, mert hamar ecetes erjedésnek indul.
A szőlőtörkölyt sokáig csak a csiger és a törkölyecet alapanyagaként, illetve sertéstakarmányként hasznosították. A törkölypálinka első említése a 17. századból származik: 1697-ben az erdélyi országgyűlés – a borosgazdák védelmében – egy időre betiltotta a készítését. Eközben azonban Kassán 1708-ban még kidobták a nagy mennyiségű fölösleges törkölyt.
A törkölypálinkát eredetileg nem közvetlenül törkölyből főzték, hanem a belőle nyert csigert párolták le. Még a 19. század kezdetén is jelent meg olyan magyar kézikönyv, mely szerint a borseprőt és a törkölyt nem szabad az üstbe tenni, hanem a belőlük nyert másodbort kell lefőzni. Az 1820-as években még az egyik leggyakoribb magyar párlatfajtának nevezték, de az egyre nagyobb mennyiségben gyártott burgonyaszesz miatt a következő évtizedekben elvesztette ezt a státuszát.
A két világháború között a legnagyobb mennyiségben törkölyt használtak fel a legális pálinkafőzéshez, ám a pálinkák és borpárlatok együtt is csak nagyjából a negyedét tették ki a mezőgazdasági szeszfőzdék termelési keretének. Az 1950-es években a pálinkák 30%-a törkölypálinka volt, ez az arány a későbbiekben csökkent. Az 1960-as évektől létezik a tokajiaszú-törkölypárlat, amelyben egyesül az olasz törkölypárlatra (grappára) jellemző íz az aszúborok szagával.
A törkölypálinka magyarországi eredetvédelmét európai uniós rendelet garantálja.